# Miðalfelli (berg i Färöarna, Streymoyar sýsla)
Miðalfelli är ett berg i Färöarna (Kungariket Danmark).   Det ligger i sýslan Streymoyar sýsla, i den norra delen av landet, 25 km nordväst om huvudstaden Tórshavn. Toppen på Miðalfelli är 308 meter över havet. Miðalfelli ligger på ön Streymoy.
Terrängen runt Miðalfelli är kuperad. Runt Miðalfelli är det ganska tätbefolkat, med 58 invånare per kvadratkilometer. Närmaste större samhälle är Fuglafjørður, 15,8 km öster om Miðalfelli. Trakten runt Miðalfelli består i huvudsak av gräsmarker.